# Venus triumf
Venus triumf är ett konstverk från 1740 av François Boucher, hovmålare åt Ludvig XV. Målningen inköptes av den svenske diplomaten och konstsamlaren Carl Gustaf Tessin vid ett besök i konstnärens ateljé 1740. Tessin var ambassadör i Paris mellan 1739 och 1742 och kom att göra många betydelsefulla inköp av fransk konst. En betydelsefull del av Tessinsamlingen finns idag i Nationalmuseums samling. När Tessin återkom till Sverige med sin konstsamling, väckte "Venus triumf " stor beundran. Många konstnärer och författare inspirerades av "Venus triumf" eller "Venus födelse" som den också kallas.
Carl Michael Bellman beskriver målningen i en strof i Fredmans epistel nr 25, i vilken han hyllar sin musa Ulla Winblad som den vackra Venus;
| ”                                                     | ...Blåsen nu alla, Hör böljorna svalla, Åskan går, Venus vill befalla, Där Neptun rår. Simmen Tritoner, Och sjungen miljoner Fröjas lof; Svaren Postiljoner I Neptuns hof. Se Venus i sin pragt, Kring henne hålla vakt Änglar, Delphiner, Zephirer och Paphos hela magt; Vattu-Nympher plaska kring I Ring.... | „ |
| – Pontus Grabe:French Paintings II Eighteenth Century | |   |